# 前田達也
前田 達也（まえだ たつや、1958年8月22日 - ）は日本の歌手、作曲家、ギタリスト。沖縄県那覇市出身。血液型はAB型。

## 来歴・人物
1970年代後半より、沖縄県米軍基地内において演奏活動を行う。
1980年、バンド「San Diego（サンディエゴ）」のギタリストとして、CBSソニーよりデビュー。
日本テレビ黄土の嵐の主題歌及び劇中歌担当。
「San Diego」解散後、1986年よりCM制作会社に所属してソロ活動を開始。
1993年、ソロ歌手として特撮テレビドラマ『ウルトラマンパワード』の主題歌を担当。以降「ウルトラシリーズ」の作品を中心に、1990年代後半にかけて特撮・アニメ作品の楽曲を担当。また1999年から2000年まで、ウルトラシリーズの楽曲を手掛けるユニット「Project DMM」に参加。
2001年、オリジナルアルバム「SONGs」を発表。現在は主にライブハウスでの活動のほか、スタジオミュージシャンとしてレコーディング参加、楽曲提供を行う。
2012年には、出身地・沖縄県那覇市に韓国料理店「ミセスハン」をオープン。
2016年より、那覇市旭橋（泉崎交差点）に、Rock Bar M78をオープンし、現在に於て県内外で活動中である。
2024年7月には自身がプロデュースするROCKイベント「HAPPY ROCK STOCK」の9回目のイベントを6日（土曜日）7日（日曜日）の２日間、那覇市久米にあるTOPNOTEで開催した。今回のイベントは能登半島地震被災地支援LIVEと題して、県内の人気バンドをはじめ被災地の富山から人気バンド「SOUL互助会」や、東京を拠点に活動する「THE☆歌謡ROCKERS」のアン・ルイスギター八重樫浩氏、七色ボイスとステージングが魅力的な最強歌姫、諷花の二人をゲストで招いてM78mixスペシャルユニットを結成して2日間合計8バンドで観客数２００人越えの盛大なイベントを行った。

## 代表曲

### 特撮
- ウルトラシリーズ
  - ウルトラマンパワード（1993年）
    - ウルトラマンパワード（オープニングテーマ）
    - この宇宙のどこかに（ビデオソフト用エンディングテーマ）

  - ウルトラマンネオス（1995年）
    - ウルトラマンネオス（イメージソング）[注 1]
    - ウルトラセブン21（イメージソング）[注 1]

  - ウルトラマン超闘士激伝（1996年）
    - 超闘士（スーパーファイター）ウルトラマン（オープニングテーマ）

  - ウルトラマンダイナ（1997年）
    - ウルトラマンダイナ（オープニングテーマ）
      - ウルトラマンダイナ feat.前田達也（2012年） - 「voyager feat.前田達也」名義でのセルフカバー

    - いまこそフラッシュ（挿入歌）

  - ウルトラマンティガ&ウルトラマンダイナ 光の星の戦士たち（1998年）
    - SHININ' ON LOVE（主題歌） - 「影山ヒロノブ&前田達也」名義
    - 君の愛と僕の勇気〜もう悲しみなんかない（イメージソング） - 「影山ヒロノブ&前田達也」名義

  - ウルトラマンナイス（1999年）
    - ウルトラマンナイス（1999年、『ウルトラマンナイス』主題歌） - 「Project DMM」名義[注 1]

  - その他
    - ウルトラファミリー・レイヴメドレー（1996年）
    - ウルトラマン・ベスト・ヒットメドレー!（1999年） - 「Project DMM」名義[注 1]
- メタルヒーローシリーズ
  - ブルースワット（1994年）
    - TRUE DREAM（オープニングテーマ）
    - HELLO THERE!（エンディングテーマ）
    - 邪悪の巡礼 -GET THE WAR-（挿入歌）
    - パワーアップ・ブルースワット 〜愛する心があれば〜（挿入歌）
    - 兵士達の休息（挿入歌）
    - 出発のサイン（挿入歌）
- スーパー戦隊シリーズ
  - 激走戦隊カーレンジャー（1996年）
    - CATCH THE WIND（挿入歌）

### OV
- ロンタイBABY（1996年）東宝映画
- 宇崎竜童/ 阿木燿子との楽曲製作　
  - あなたがあなたなら（エンディングテーマ）
  - そんでもってブギ（挿入歌）

### カバー
- TAKE ME HIGHER (COLUMBIA Cover Version)（1996年、『ウルトラマンティガ』オープニングテーマのカバー） - 「前田達也、石原慎一、風雅なおと」名義
- ウルトラマンガイア! (COLUMBIA Cover Version)（1998年、『ウルトラマンガイア』オープニングテーマのカバー） - 「前田達也、宮内タカユキ」名義

### CMソング
- MIZUNO
- LOTTE
- 資生堂
- カネボウ
- TOYOTA
- ハウス
- 南の島の神様が（1990年代、「杜仲茶」沖縄県限定CMソング）[4]
- 沖縄県CM
- 白バラ洋菓子店
- 山川歯科、、等

## 作品

### オリジナルアルバム
- SONGs（2001年、自主制作）
- Tatsuya! Songs Vol.1(2019年12月発売/M78-0001)

### 楽曲提供
- 川村ゆうこ（吉田拓郎プロデュース、風になりたい。）
- 「愛は君に姿を変えて」「キラキラ」 - 作曲

### その他
- RSII 〜ライディング スピリッツ2〜（2004年2月26日発売、PlayStation 2用ゲームソフト） - サウンド担当[1]

## 出演
- スーパーヒーロー魂
  - 2008"夏の陣"（2008年8月16日、Zepp Tokyo）
  - 2009"夏の陣"（2009年8月15日、Zepp Tokyo）
  - 2012"夏の陣"（2012年8月11日、Zepp Diver City）
  - メタルヒーロー魂 2013（2013年1月6日、Shibuya O-EAST）
  - 2014"夏の陣"（2014年8月9日、Zepp Tokyo）
  - 2015"夏の陣"（2015年8月15日、Zepp Tokyo）
  - 2017“夏の陣”（2017年8月12日、Zepp Tokyo）
  - 2019“夏の陣”（2019年8月10日、Zepp Tokyo）** 2021 (2021年8月14日、Zepp Tokyo)
- 340スズキ♪ presents「歌祭8 〜前田達也の巻〜」（2009年6月19日、新宿Naked Loft）
- ANIME JAPAN FES 2009"大阪 冬の陣"（2009年1月18日、なんばHatch）
- ウルトラマンファミリーコンサート 〜えがおでシュワッチ!〜（2011年12月3日、川口リリアメインホール）
- ウルトラヒーロープレミアソングライブ（2016年9月22日、ひらかたパーク）
- 2023*  8月１２〜１９　東京Diver City 〜 大阪なんば Hatch .
- //      11月26日　東京ドームシティホール 『ULTRAMAN MUSIC LIVE～ウルトラマン魂2023～』
- 2024~2025  AJF 東京Diver city
- 2025  ８月２日〜上海公演
- 2025 ９月１２日 東京ドームシティホール 『ULTRAMAN MUSIC LIVE～ウルトラマン魂2023～』他多数